# Поле Бродмана 49
Поле Бродмана 49 - одна з визначених Корбініаном Бродманом цитоархітектонічних ділянок головного мозку. Має також назву парасубікулярної ділянки. У гризунів ця ділянка входить до комплексу ретрогіпокампальних ізокортикальних структур, і є основним компонентом субікулярного комплексу, який отримує численні проєкційні підкіркові і коркові волокна, і відправляє сам проєкційні волокна до поверхневих шарів енторінальної кори (поле 28 і поле 34 Бродмана).
Парасубікулярна ділянка — це перехідна зона між пресубікулярною (полем Бродмана 27) і енторінальною ділянками  (поле 28 і поле 34 Бродмана)  у миші (Paxinos-2001 рік), пацюка (Swanson, 1998) і приматів. З точки зору цитоархітектоніки, поле Бродмана 49 більше схоже на пресубікулярну (поле Бродмана 27), ніж на енторінальну ділянку (поле 28 і поле 34 Бродмана). Проте, електрофізіологічні дані вказують на схожість з енторінальною корою. Зокрема, клітини в цій області модулюються локальним тета-ритмом, і демонструють тета-частоти коливань мембранного потенціалу. Крім того, клітини парасубікулярної ділянки, і сусідні пресубікулярної (поля Бродмана 27), продукують потенціали в залежності від розташування тіла в просторі, й це наводить на думку, що їхні властивості, аналогічні властивостям просторових клітин. Стверджується, що ця зона може відігравати важливу роль у просторовій навігації.